# Окунинів
Окунинів (Окунінове) — колишнє село Остерського району, Чернігівської області. Виселене задля побудови Київського водосховища та військових об'єктів на поч. 1960-х років.

## Історія
Село засноване біля озера Окунинів. Станом на 1866 рік в селі налічувалось 79 дворів і 445 мешканців.
Станом на 1964 рік в селі нараховувалось 400 садиб. Окунинівській сільській раді також підпорядковувався хутір Вовчі Гори. Урочища навколо села: Вовчі Гори, Загалля, Бовшов, Постолова гребля, Лоза красна, Святець, Борова, Раків ріг, Малуож, Попові гори, озеро Баля.
В серпні-вересня 1941 року місця тяжких боїв за Окунинівський плацдарм між військами СРСР та Німеччини.